# ストラテジー・アドバイザーズ
株式会社ストラテジー・アドバイザーズは、ESG（環境、社会、企業統治）分野における企業経営の助言会社である。
一橋大大学院客員教授で、元シティグループ証券副会長の藤田勉が、一橋大学大学院教授などを務める元金融機関の幹部らと2022年6月に創立した。
藤田勉が代表取締役社長、代表取締役会長として元みずほ証券代表取締役副社長の幸田博人、社外取締役として企業法務全般を幅広く手掛けており、日本経済新聞社による「企業が選ぶ2018年に活躍した弁護士ランキング」で、企業法務分野(2位)、国際経済法・通商分野(9位)にランクインしている太田洋が就く。
同社の特徴は産学官人脈の広さにある。経営諮問委員には元三菱UFJフィナンシャル・グループの田中達郎副社長や、金融庁の森田宗男元金融国際審議官、楽天証券の楠雄治社長らが名を連ねる。